# Залібівка
Залі́бівка — село в Україні, у Рівненському районі Рівненської області. Населення становить 115 осіб.

## Географія
Село розташоване на лівому березі річки Збитинки.

Краєвид поряд із колишнім хутором Милники, між селами Залібівка і Мала Мощаниця

Мізоцький кряж, між селами Залібівка і Мала Мощаниця

## Історія
У 1906 році село Будеразької волості Дубенського повіту Волинської губернії. Відстань від повітового міста 15 верст, від волості 15. Дворів 30, мешканців 338. У 2020 році у селі близько 45 виборців.

## Населення
Згідно з переписом УРСР 1989 року чисельність наявного населення села становила 262 особи, з яких 114 чоловіків та 148 жінок.
За переписом населення України 2001 року в селі мешкало 187 осіб. 100 % населення вказало своєю рідною мовою українську мову.

## Відомі люди
- Мартинюк Микола Іванович — український письменник, літературний критик, перекладач, журналіст, науковець, педагог, видавець.